# Criptoprocessador segur
Un criptoprocessador segur és un ordinador en xip o microprocessador dedicat per dur a terme operacions criptogràfiques, incrustat en un embalatge amb múltiples mesures de seguretat física, que li donen un grau de resistència a la manipulació. A diferència dels processadors criptogràfics que produeixen dades desxifrades a un bus en un entorn segur, un criptoprocessador segur no produeix dades desxifrades ni instruccions de programa desxifrades en un entorn on la seguretat no sempre es pot mantenir.
L'objectiu d'un criptoprocessador segur és actuar com a clau de volta d'un subsistema de seguretat, eliminant la necessitat de protegir la resta del subsistema amb mesures de seguretat físiques.

## Exemples
Un mòdul de seguretat de maquinari (HSM) conté un o més xips de criptoprocessador segurs. Aquests dispositius són criptoprocessadors segurs d'alta qualitat que s'utilitzen amb servidors empresarials. Un mòdul de seguretat de maquinari pot tenir diversos nivells de seguretat física amb un criptoprocessador d'un sol xip com a component més segur. El criptoprocessador no revela claus ni instruccions executables en un bus, excepte en forma xifrada, i posa a zero les claus mitjançant els intents de sondejar o escanejar. Els xips criptogràfics també es poden instal·lar al mòdul de seguretat de maquinari amb altres processadors i xips de memòria que emmagatzemen i processen dades xifrades. Qualsevol intent d'eliminar l'envasament farà que les claus del xip criptogràfic es posin a zero. Un mòdul de seguretat de maquinari també pot formar part d'un ordinador (per exemple, un caixer automàtic) que funciona dins d'una caixa forta tancada per dissuadir el robatori, la substitució i la manipulació.
Les targetes intel·ligents modernes són probablement la forma més àmpliament desplegada de criptoprocessador segur, tot i que els criptoprocessadors segurs més complexos i versàtils s'utilitzen àmpliament en sistemes com ara caixers automàtics, decodificadors de TV, aplicacions militars i equips de comunicació portàtils d'alta seguretat. Alguns criptoprocessadors segurs fins i tot poden executar sistemes operatius de propòsit general com Linux dins dels seus límits de seguretat. Els criptoprocessadors introdueixen instruccions del programa en forma xifrada, desxifra les instruccions a instruccions senzilles que després s'executen dins del mateix xip del criptoprocessador on les instruccions desxifrades s'emmagatzemen de manera inaccessible. En no revelar mai les instruccions del programa desxifrat, el criptoprocessador evita la manipulació dels programes per part dels tècnics que poden tenir accés legítim al bus de dades del subsistema. Això es coneix com a xifratge de bus. Les dades processades per un criptoprocessador també es xifren amb freqüència.
També hi ha disponibles xips de seguretat per a sistemes incrustats que proporcionen el mateix nivell de protecció física per a claus i altres materials secrets que un processador de targeta intel·ligent o TPM, però en un paquet més petit, menys complex i menys costós. Sovint s'anomenen dispositius d'autenticació criptogràfica i s'utilitzen per autenticar perifèrics, accessoris i/o consumibles. Igual que els TPM, solen ser circuits integrats clau en mà destinats a ser integrats en un sistema, normalment soldats a una placa de PC.

## Característiques
Mesures de seguretat utilitzades en criptoprocessadors segurs:
- Contenció de detecció de manipulacions i evidència de manipulacions.
- Capes de blindatge conductor al xip que impedeixen la lectura de senyals interns.
- Execució controlada per evitar que els retards de temps revelin informació secreta.
- Zero automàtic de secrets en cas de manipulació.
- Carregador d'arrencada de cadena de confiança que autentica el sistema operatiu abans de carregar-lo.
- Sistema operatiu de cadena de confiança que autentica el programari d'aplicació abans de carregar-lo.
- Registres de capacitat basats en maquinari, implementant un model de separació de privilegis unidireccional.

## Grau de seguretat
Els criptoprocessadors segurs, tot i que són útils, no són invulnerables als atacs, especialment per als oponents ben equipats i determinats (per exemple, una agència d'intel·ligència governamental) que estiguin disposats a gastar prou recursos en el projecte.
Un atac a un criptoprocessador segur va apuntar a l'IBM 4758. Un equip de la Universitat de Cambridge va informar de l'extracció reeixida d'informació secreta d'un IBM 4758, utilitzant una combinació de matemàtiques i maquinari de trencament de codi per a propòsits especials. Tanmateix, aquest atac no era pràctic en sistemes del món real perquè requeria que l'atacant tingués accés complet a totes les funcions de l'API del dispositiu. Les pràctiques normals i recomanades utilitzen el sistema de control d'accés integral per dividir l'autoritat de manera que cap persona pugui muntar l'atac
Tot i que la vulnerabilitat que van explotar era un defecte en el programari carregat al 4758, i no en l'arquitectura del mateix 4758, el seu atac serveix com a recordatori que un sistema de seguretat només és tan segur com el seu enllaç més feble: l'enllaç fort del 4758. El maquinari es va inutilitzar per defectes en el disseny i l'especificació del programari carregat en ell.